# ユニエル・ドルティコス
ユニエル・ドルティコス（Yuniel Dorticos、1986年3月11日 - ）は、キューバのプロボクサー。ハバナ出身。元WBA・IBF世界クルーザー級王者。

## 来歴

### キャリア初期・世界王座獲得
2009年2月23日、ユデル・ジョンソン、ヨルダニス・デスパイネ、ギレルモ・リゴンドウと共に亡命業者の高速ボートでメキシコのカンクンにたどり着き、そこから国境を越えアメリカ合衆国フロリダ州マイアミに亡命し、アリーナ・ボックス・プロモーションと契約した。
2009年8月14日、マイアミのミッコスーキー・リゾート・アンド・ゲーミングでデビュー戦を行い、4回1分20秒TKO勝ちを収めた。
2011年11月18日、マイアミのマイアミ・エアポート・コンベンション・センターでリビン・カスティーヨとWBCラテンアメリカクルーザー級王座決定戦を行い、3回1分5秒TKO勝ちを収め王座獲得に成功した。
2014年2月28日、サンディエゴのクラウンプラザサンディエゴでハミルトン・ベンチュラとWBAフェデラテンクルーザー級暫定王座決定戦並びにWBCラテンアメリカクルーザー級暫定王座決定戦を行い、初回2分19秒TKO勝ちを収め王座の獲得にも成功した。
2014年4月16日、サンタモニカのサンタモニカ空港内にあるバーカー・ハンガーでWBAフェデラテン暫定王座の防衛とUSBA全米クルーザー級王座決定戦をエリック・フィールズと行い、4回2分59秒KO勝ちを収めフェデラテン暫定王座の初防衛に成功、USBA王座を獲得した。
2014年7月10日、アメリカン・エアラインズ・アリーナでエディソン・ミランダとWBCラテンアメリカクルーザー級王座決定戦を行い、10回3-0（99-91、100-90×2）の判定勝ちを収め王座獲得に成功した。
2015年7月17日、フロリダ州キシミーのキシミー・シビック・センターでギャレン・ブラウンと対戦し、初回2分29秒TKO勝ちを収め初防衛に成功した。
2016年5月20日、パリのパレ・デ・スポール・ポルト・ド・ヴェルサイユで、元WBA世界クルーザー級暫定王者でWBA世界クルーザー級3位のユーリ・カレンガとWBA世界クルーザー級暫定王座決定戦を行い、10回TKO勝ちを収め王座を獲得した。6月8日、WBAは2016年5月度の月間優秀選手賞に選出した。
2016年11月14日、WBA世界クルーザー級レギュラー王者ベイブット・シュメノフとWBA世界クルーザー級暫定王者ユニエル・ドルティコスの間で行われる団体内王座統一戦の入札が行われ、ドルティコス擁するカリブプロモーションズが35万1ドルで興行権を落札し、ファイトマネーの分配はベイブット・シュメノフが75%に当たる26万2500ドル（約2900万円）、ドルティコスが25%に当たる8万7500ドル（約970万円）となった。シュメノフ擁するTGBプロモーションズの入札額は20万1000ドルだった。
2017年1月31日、上述のベイブット・シュメノフ対ユニエル・ドルティコス戦の興行権をドルティコス擁するカリブプロモーションズが35万1ドルで落札したものの、ベイブット・シュメノフ対ユニエル・ドルティコス戦を行う様子が無い為、WBAはカリブプロモーションズから興行権を剥奪してTGBプロモーションズに興行権を与えた。
2017年3月31日、同年4月29日にラスベガスのパームスでWBA世界クルーザー級レギュラー王者のベイブット・シュメノフと王座統一戦を行う予定だったが、同年4月20日にシュメノフがスパーリング中に目を負傷したため延期になった。
2017年6月17日、WBAはドルティコスを暫定王者からレギュラー王者に昇格した。
2017年6月19日、ベイブット・シュメノフが角膜びらんと診断され再発すれば失明の危険があるとの医師からの勧告を受け同月15日にWBA世界クルーザー級レギュラー王座を返上したため、WBAは暫定王者のユニエル・ドルティコスをレギュラー王座に認定することを決定した。

### World Boxing Super Series出場
2017年9月23日、テキサス州サンアントニオのアラモドームで行われたWorld Boxing Super Seriesクルーザー級準々決勝でWBA世界クルーザー級6位でWBAインターナショナルクルーザー級並びにWBC世界クルーザー級シルバー王者のディミトリー・クドリャショフと対戦し、2回2分10秒KO勝ちを収め初防衛に成功、WBSSの準決勝に進出した。
2017年9月29日、WBAはドルティコスをWBAの2017年9月度の月間優秀選手賞に選出した。
2018年2月1日、WBAはスーパー王者デニス・レベデフを休養王者に認定し、ドルティコスをレギュラー王者から正規王者に昇格した。
2018年2月3日、ソチのボリショイ・アイス・ドームで行われたWBSSクルーザー級準決勝でIBF世界クルーザー級王者のムラト・ガシエフと王座統一戦を行い、プロ初黒星となる12回2分52秒TKO負けを喫し王座統一に失敗、IBF王座獲得及びWBA王座は2度目の防衛に失敗、王座から陥落しWBSSの決勝進出を逃した。
2018年8月29日、ドルティコスがWBSSクルーザー級第2シーズンの出場が決まった。
2018年10月20日、フロリダ州オーランドのCFE・アリーナでWBSSクルーザー級第2シーズン初戦としてWBA世界クルーザー級4位のマテウシュ・マステルナクと1回戦を行い、12回3-0（116-112、115-113×2）の判定勝ちを収めWBSSの準決勝に進出した。
2019年6月15日、リガのアリーナ・リガにて、IBF世界クルーザー級1位のアンドリュー・タビティーとWBSS第2シーズン準決勝でIBF世界クルーザー級暫定王座決定戦を行う予定だったが、WBSS第1シーズンを制したオレクサンドル・ウシクが試合前日の同月14日に王座を返上した事に伴い、試合はIBF世界クルーザー級王座決定戦に変更して行われ、ドルティコスが10回2分33秒KO勝ちを収めWBAに続く王座を獲得し決勝に進出した。
2020年3月21日、WBSS決勝戦としてマイリス・ブリエディスとの試合が決定していたが新型コロナウイルスの影響で5月16日に試合延期になった。
2020年5月16日、WBSS決勝戦としてマイリス・ブリエディスとの試合が決定していたが新型コロナウイルスの影響で2度目の延期になった。
2020年9月26日、ミュンヘンのプラザメディア・ブロードキャスティング・センターで行われたWBSSクルーザー級第2シーズン決勝で元WBO世界クルーザー級王者のマイリス・ブリエディスと対戦。12回0-2（111-117×2、114-114）の判定負けを喫し初防衛に失敗、王座から陥落しWBSSクルーザー級第2シーズンは準優勝で終えた。

## 獲得タイトル
- WBCラテンアメリカクルーザー級王座
- WBAフェデラテンクルーザー級暫定王座
- USBA全米クルーザー級王座
- WBCラテンアメリカクルーザー級暫定王座
- WBA世界クルーザー級暫定王座（防衛0=レギュラー王座に認定）
- WBA世界クルーザー級レギュラー王座（防衛1=正規王座に認定）
- WBA世界クルーザー級王座（防衛0）
- IBF世界クルーザー級王座（防衛0）